# رابی رابینسون (بدن‌ساز)
رابی رابینسون (متولد ۲۴ مه ۱۹۴۶) بدنساز حرفه‌ای سابق اهل آمریکا است. وی در اوایل کار خود با عنوان رابین رابینسون شناخته می‌شد. او همچنین به القابی همچون شاهزاده سیاه و مستر لایف استایل شهرت داشت. رابینسون قهرمانی مسابقات مختلفی از قیبل مستر آمریکا، مستر ورلد، مستر یونیورس، مسترز المپیا و سایر عناوین مسابقات فدراسیون بین‌المللی بدنسازی و تناسب اندام (IFBB) را در کارنامه خود دارد و در چند فیلم نیز (مثل پمپاژ آهن) حضور داشته‌است. رابی رابینسون در سال ۲۰۰۱ و در سن ۵۵ سالگی پس از ۲۷ سال فعالیت به عنوان یک بدنساز حرفه‌ای از مسابقات بدنسازی اعلام بازنشستگی کرد.

## عناوین قهرمانی
عناوین قهرمانی رابینسون شامل موارد زیر است:
- ۲۰۰۰ - Mr Olympia - Masters Over 50, 1st
- ۱۹۹۷ - Mr Olympia - Masters Over 50, 1st
- ۱۹۹۴ - Mr Olympia - Masters - IFBB, Winner
- ۱۹۹۱ - Musclefest Grand Prix - IFBB, Winner
- ۱۹۸۹ - World Pro Championships - IFBB, Winner
- ۱۹۸۸ - Niagara Falls Pro Invitational - IFBB, Winner
- ۱۹۸۷ - Mr Olympia - IFBB, 5th
- ۱۹۸۱ - Mr Universe - Pro - NABBA, Winner
- ۱۹۷۹ - Pittsburgh Pro Invitational - IFBB, Winner
- ۱۹۷۹ - Night of Champions - IFBB, Winner
- ۱۹۷۹ - Grand Prix New York - IFBB, Winner
- ۱۹۷۹ - Best in the World - IFBB, Professional, 1st
- ۱۹۷۸ - Professional World Cup - IFBB, Winner
- ۱۹۷۸ - Night of Champions - IFBB, Winner
- ۱۹۷۸ - Mr Olympia Heavyweight, 1st
- ۱۹۷۷ - Mr Olympia - IFBB, Tall, 1st
- ۱۹۷۶ - Mr Universe - IFBB, MiddleWeight, 1st
- ۱۹۷۶ - Mr Universe - IFBB, Overall Winner
- ۱۹۷۶ - Mr International - IFBB, Medium, 1st
- ۱۹۷۶ - Mr International - IFBB, Overall Winner
- ۱۹۷۵ - Mr Universe - IFBB, Medium, 1st
- ۱۹۷۵ - Mr World - IFBB, Medium, 1st
- ۱۹۷۵ - Mr World - IFBB, Overall Winner
- ۱۹۷۵ - Mr America - IFBB, Medium, 1st
- ۱۹۷۵ - Mr America - IFBB, Overall Winner